# ノルウェー語版ウィキペディア

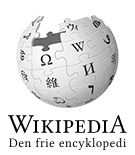
ブークモール語版ウィキペディアのロゴ

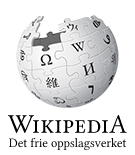
ニーノシュク語版ウィキペディアのロゴ

ノルウェー語版ウィキペディア（ノルウェーごばんウィキペディア）は、ノルウェー語で編集されているウィキペディア。また、ブークモール版と、ニーノシュク版の2種類で表記されている。
ノルウェー語には二つの公式な書き言葉の規範が存在する。ひとつはブークモールで、もうひとつはニーノシュクである。ノルウェー語版ウィキペディアとしては2001年11月26日に設立された。当時はどちらの言葉で書いてもよかった。ニーノシュク版のウィキペディアは2004年7月31日に設立され急成長を遂げた。2005年の投票で、ノルウェー語版の標準としてはブークモール版が採用された。ブークモール版は2007年2月24日、10万項目以上の記事をもつ14番目のウィキペディアとなった。
現在の記事数は、ブークモール版で643,929項目、ニーノシュク版で174,215項目である。
ノルウェー語(ブークモール)とスウェーデン語とデンマーク語は多くの共通点をもちお互いそれぞれ意思疎通できる範囲にある。そのためユーザーはウィキメディアのメタウィキにある Skanwiki を通じ、互いのウィキペディアと協力し、記事を作成している。
また、ISO 639上、ブークモール版のコードはnbだが、ウィキペディアはドメインをnoとして使い続けている。ちなみにニーノシュク版はnn。